# Efe Korkut
Efe Korkut Martín (* 23. Juni 2006 in Donostia / San Sebastián) ist ein türkischer Fußballspieler, der auch die deutsche und die spanische Staatsbürgerschaft besitzt. Er ist der Sohn des ehemaligen Fußballspielers und Fußballtrainers Tayfun Korkut.
Vom FSV Waiblingen ging Efe Korkut 2021 zur Jugend des 1. FC Nürnberg. Ein Jahr später wechselte er zum VfB Stuttgart. Im Sommer 2024 verlängerte Korkut seinen Vertrag bei den Stuttgartern.
Für die zweite Mannschaft des VfB Stuttgart debütierte Efe Korkut am 7. Dezember 2024 gegen Alemannia Aachen am 17. Spieltag der 3. Liga in der Saison 2024/25.